# Senta Wengraf
Senta Michaela Irene Wengraf, verehelichte Wengraf-Herberstein (* 10. Mai 1924 (Anm.) in Wien; † 6. Dezember 2020 ebenda), war eine österreichische Theater- und Filmschauspielerin.

## Leben
Die Tochter eines Versicherungsdirektors besuchte das Gymnasium.  Danach erfolgte eine Ausbildung in der Modeschule Hetzendorf, wobei sie nebenher als Model arbeitete. Bei einem Spaziergang auf der Ringstraße wurde sie von Franz Antel entdeckt. Sie brach die Ausbildung in der Folge ab und absolvierte eine Bühnenausbildung bei der Schauspielerin Dorothea Neff, sowie eine Schauspielschule. 1946 gab sie ihr Debüt am Wiener Volkstheater. Weitere Bühnenstationen waren das Burgtheater, das Nationaltheater Mannheim, die Städtischen Bühnen Frankfurt am Main, das Schauspielhaus Düsseldorf, das Theater in der Josefstadt, die Wiener Kammerspiele und das Salzburger Landestheater. Dem österreichischen Fernsehpublikum (ORF) der 1960er-Jahre wurde sie besonders durch die Rolle der Schwiegertochter „Ilse“ in der Fernsehserie Familie Leitner bekannt. Später spielte sie oft in Fernsehstücken oder Theaterrollen eine Salondame.

„Mein Leben besteht derzeit aus einem ständigen Pendeln von Theater zu Theater, denn ich probe jetzt für die nächste Premiere der Renaissance-Bühne ‚Der Chef‘ von Georg Fraser und muß schon dazuschauen, daß ich ins Apollo komme, wo an ‚Schicksal mit Musik‘ gearbeitet wird. Eine derartige Doppelbeschäftigung hat ihre Beschwerden, aber auch ihre Reize für eine Schauspielerin. Denn auf diese Weise spiele ich an einem Abend in zwei Stücken zwei Charaktere, die ganz konträr angelegt sind. Hier bin ich ein modernes junges Mädchen, das ganz in der Arbeit und in der Liebe aufgeht. Ab ½ 10 Uhr abends bin ich dann im Apollo ein leichtsinniges und oberflächliches Geschöpf, das seinen Mann nach Herzenslust betrügt. […] Das moderne junge Mädchen mit Herz, mit Ernst und Aufopferungsfähigkeit liegt mir schon besser, aber deshalb ist die andere Rolle nicht weniger interessant. Jedenfalls bieten beide Rollen mir die Möglichkeit, weiter an mir zu arbeiten, und das Zusammenspiel mit meinen unmittelbaren Partnern, Attila Hörbiger im Apollo und Siegfried Breuer im Renaissance-Theater, macht mir und hoffentlich auch ihnen große Freude.“

1946 spielte sie im ersten österreichischen Spielfilm nach dem Zweiten Weltkrieg Glaube an mich. In den populären Sissi-Filmen verkörperte sie Sissis Hofdame Gräfin Bellegarde. Sie wirkte auch, angefangen beim Sender Rot-Weiß-Rot, umfangreich für den Hörfunk.
2024 wurde zum ersten Mal im Angedenken an die Künstlerin der Senta-Wengraf-Ring für das Rollenfach „Salondame“ vergeben. Erste Preisträgerin ist Sona MacDonald. Der Ring wird auf Lebzeiten vergeben und von seiner Trägerin weitervererbt.

## Privatleben
Senta Wengraf war in jungen Jahren mit Christoph Herberstein verheiratet.
Der 2003 verstorbene Opernführer Marcel Prawy lernte seine langjährige Lebenspartnerin Senta Wengraf als amerikanischer Besatzungssoldat kurz nach dem Krieg kennen. Eine ins Auge gefasste Heirat unterblieb zunächst wegen Problemen mit Prawys Status als Soldat der Besatzungsmacht, später hat es sich nach ihrer eigenen Aussage dann „nicht mehr ergeben“. Sie blieben dennoch eng verbunden, obwohl er laut ihr „zum Heiraten unmöglich“ war. Prawy hinterließ ihr, die sich nach eigenem Bekunden nie für die Oper interessierte, seine umfangreiche Sammlung von Musikdokumenten, Handschriften und Noten-Originalen von Richard Strauss bis Leonard Bernstein. Sie überließ diese wiederum der Stadt Wien.
Senta Wengraf hatte mit (Alt-)Bundeskanzler Bruno Kreisky während dessen Ehe mit seiner 1988 verstorbenen Frau Vera ein langjähriges Verhältnis, das von 1972 bis zu seinem Tod 1990 währte. Die beiden trafen sich laut einer 2024 veröffentlichten ORF-Dokumentation über die Schauspielerin täglich und meist spätabends in Wengrafs Wohnung. Aber auch in der Öffentlichkeit wurden die beiden gelegentlich gesichtet, die Gerüchte wurden aber erst nach der Jahrtausendwende durch sie selbst bestätigt. Sie kümmerte sich auch um den inzwischen schwer erkrankten Kreisky nach dem Tod seiner Frau.
Sie wurde in einem Ehrengrab am Wiener Zentralfriedhof (Gruppe 33G, Nummer 32) neben Marcel Prawy beigesetzt.

## Auszeichnungen (Auswahl)
- 2008: Goldenes Ehrenzeichen für Verdienste um das Land Wien
- 2024 wurde zum ersten Mal im Angedenken an die Künstlerin der Senta-Wengraf-Ring für das Rollenfach „Salondame“ vergeben. Erste Preisträgerin ist Sona MacDonald. Der Ring wird auf Lebzeiten vergeben und von seiner Trägerin weitervererbt.

## Filmografie (Auswahl)
- 1946: Glaube an mich
- 1948: Alles Lüge
- 1949: Mein Freund Leopold (Mein Freund, der nicht nein sagen kann)
- 1950: Das doppelte Lottchen
- 1951: Frühlingsstimmen
- 1953: Franz Schubert – Ein Leben in zwei Sätzen
- 1953: Der Verschwender
- 1955: Don Juan
- 1956: Gasparone
- 1956: Kaiserjäger
- 1956: Lügen haben hübsche Beine
- 1956: Sissi, die junge Kaiserin
- 1957: Skandal in Ischl
- 1957: Sissi – Schicksalsjahre einer Kaiserin
- 1958: Man müßte nochmal zwanzig sein
- 1958: Familie Leitner (Fernsehserie)
- 1959: Wenn die Glocken hell erklingen
- 1960: Geständnis einer Sechzehnjährigen
- 1962: Anatol
- 1963: Der Schatten
- 1964: Radetzkymarsch
- 1966: Sie schreiben mit – Der Unterschied (TV)
- 1969: Weh’ dem, der erbt
- 1969: Oberinspektor Marek – Einfacher Doppelmord (TV)
- 1971: Zwischenspiel oder Die neue Ehe
- 1971: Die Unverbesserlichen und ihr Stolz
- 1976: Der Talisman von den Salzburger Festspielen
- 1980: Der Mustergatte (Fernsehfilm)
- 1981: Der Bockerer
- 1987: Die liebe Familie, Folge 208: Junge Liebe – alte Liebe
- 1997: Ein Herz wird wieder jung
- 2002: Otello darf nicht platzen

## Film
- zeit.geschichte. Schauspiellegenden – Senta Wengraf, Dokumentation des ORF, Erstausstrahlung 25. 5. 2024